# 陆氏神兽
陆氏神兽（學名：Shenshou lui）是一种生活在约1億6000万年前的小型哺乳类动物，其化石发现于中國辽宁省建昌县的髫髻山组地层。该动物体重约300克。有2对门齿、3对前臼齿、4对臼齿，多个尖点。神兽栖息于树上，体型轻巧，善于攀爬。